# Pilotepisode
En pilotepisode eller et pilotafsnit er en testepisode af en planlagt tv-serie (Ordet Pilot kan også bruges til at beskrive en lignende episode af et radioshow). Et pilotafsnit kan nogen gange være længere end et normalt afsnit, hvilket nogen gange vil sige, at pilotafsnittet bliver delt op i to. Et pilotafsnit har den hensigt at gøre tv-chefer, og senere publikum, interesseret i serien. Dog er det ikke altid sådan, at pilotafsnittet er ligesom almindelige afsnit af en serie, da pilotafsnit som regel sætter baggrunden for historien og karaktererne i serien.
Selvom der bliver optaget mange pilotafsnit, er det kun få pilotafsnit, der faktisk bliver vist på tv, og endnu færre der udvikler sig til en hel serie.
"Pilot" er et fagudtryk, der dog er blevet meget udbredt med tiden, og nu bliver det første afsnit af tv-serier ofte kaldt "Pilot" af den generelle befolkning, også selvom den faktiske pilot slet ikke er blevet vist eller først bliver vist senere midt inde i serien.
En af de dyreste pilotafsnit i amerikansk tv-historie er Losts "Pilot," der angiveligt kostede mellem $10.000.000 og $14.000.000 pga sin omfattende rolleliste, optagelokation på Oahu, Hawaii og destruktionen af et ægte fly.